# الارا (شخصیت افسانه‌ای)

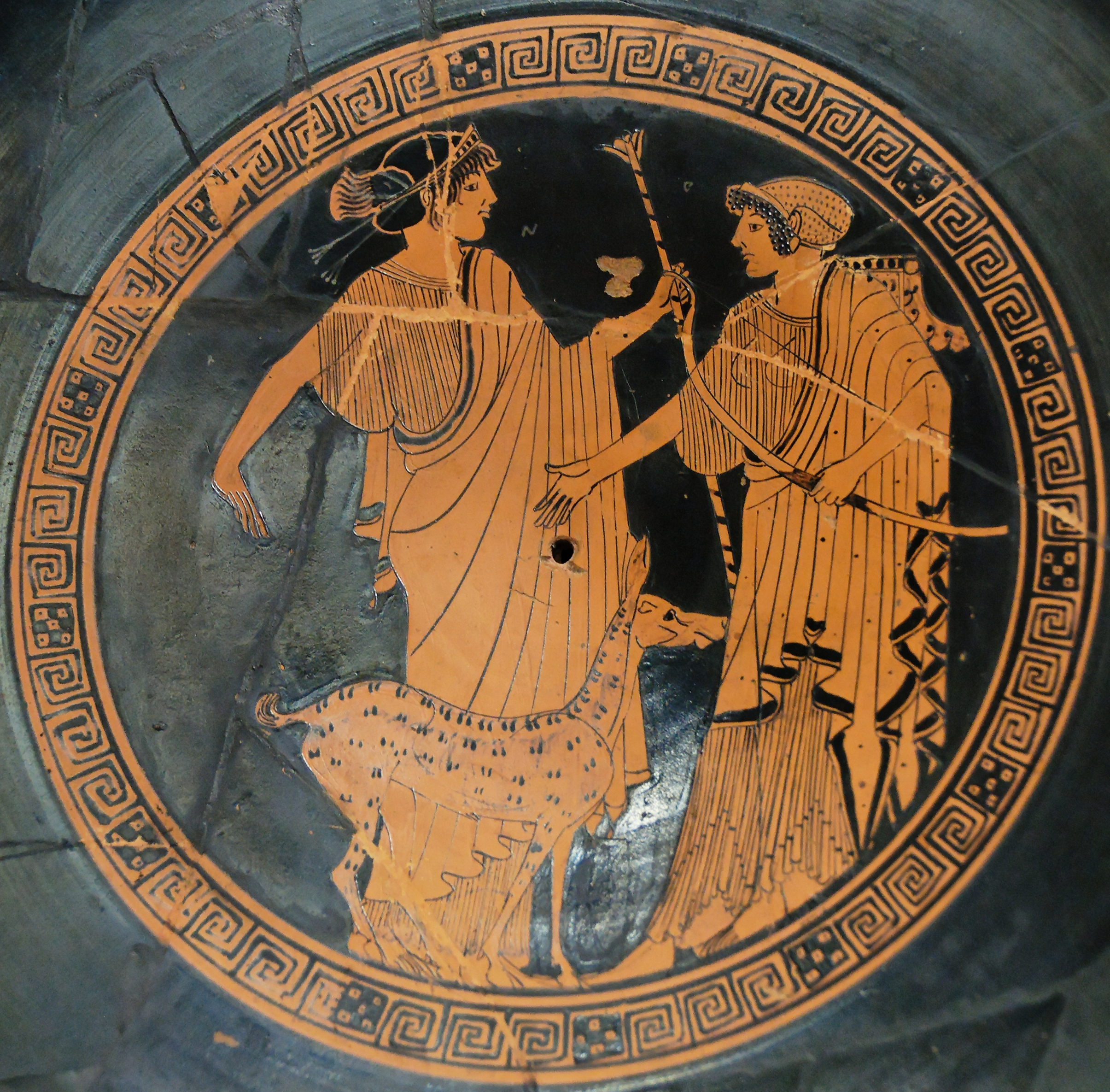
الارا یک شخصیت افسانه ای است.

در اساطیر یونانی، الارا یک شاهزاده و دختر پادشاه اورکومنوس بود. او از زئوس، صاحب فرزندی به نام تیتیوس شد.

## رابطه با زئوس
زئوس که عاشق الارا شده بود، او را از ترس همسرش هرا، در عمق زمین مخفی کرد. در آنجا بود که الارا، تیتیوس را به دنیا آورد. تیتیوس، موجودی غول‌پیکر بود که برخی معتقدند چون در عمق زمین به دنیا آمد، پسر گایا (الهه زمین) است. اعتقاد بر این است که الارا، بخاطر جثه بزرگ تیتیوس، جان خود را به هنگام زایمان، از دست داد.
غاری که تیتیوس از طریق آن به سطح زمین راه یافت، در وابیه واقع شده و الاریون نام دارد.

## نجوم
یکی از ماه‌های سیاره مشتری، الارا نام دارد.